# 廣安站 (韓國)
廣安站（：／ Gwangan yeok */?）是釜山地鐵2號線沿線的一座地下車站，位於韓國釜山廣域市水營區廣安洞。

## 車站結構
站體為2面2線側式月台的地下車站，候車月台設有月台幕門，並有6處出口。
本站可通過候車室轉乘對向列車。

### 月台配置
| 水營 ↑   |
| \| 上    |
| ↓ 金蓮山 |

| 月台 | 路線               | 目的地                           |
| ---- | ------------------ | -------------------------------- |
| 上行 | ●釜山都市铁道2号线 | 水營、海雲臺、中洞、萇山方向     |
| 下行 | ●釜山都市铁道2号线 | 西面、沙上、德川、湖浦、梁山方向 |

## 歷史
- 2002年1月16日：落成啟用。

## 車站周邊
- 廣安大橋
- 水營區衛生所
- 廣安洞郵局
- 廣安鳥市場
- 廣安4洞派出所

## 相鄰車站
釜山交通公社
●釜山都市铁道2号线
水營（208）－廣安（205）－金蓮山（210）